# Horizont van Raren
De Horizont van Raren is een dunne laag in de ondergrond van het Nederlandse Zuid-Limburg en het omringende gebied in Duitsland en België. De horizont is onderdeel van de Formatie van Vaals en stamt uit het laatste deel van het Krijt (het Campanien).
Normaal gesproken ligt de Horizont van Raren boven op het oudere Zand van Hauset (uit de Formatie van Aken) en onder het jongere Zand van Raren (ook onderdeel van de Formatie van Vaals).
Deze horizont is vernoemd naar Raren.